# St. Quirinus (Ohlerath)

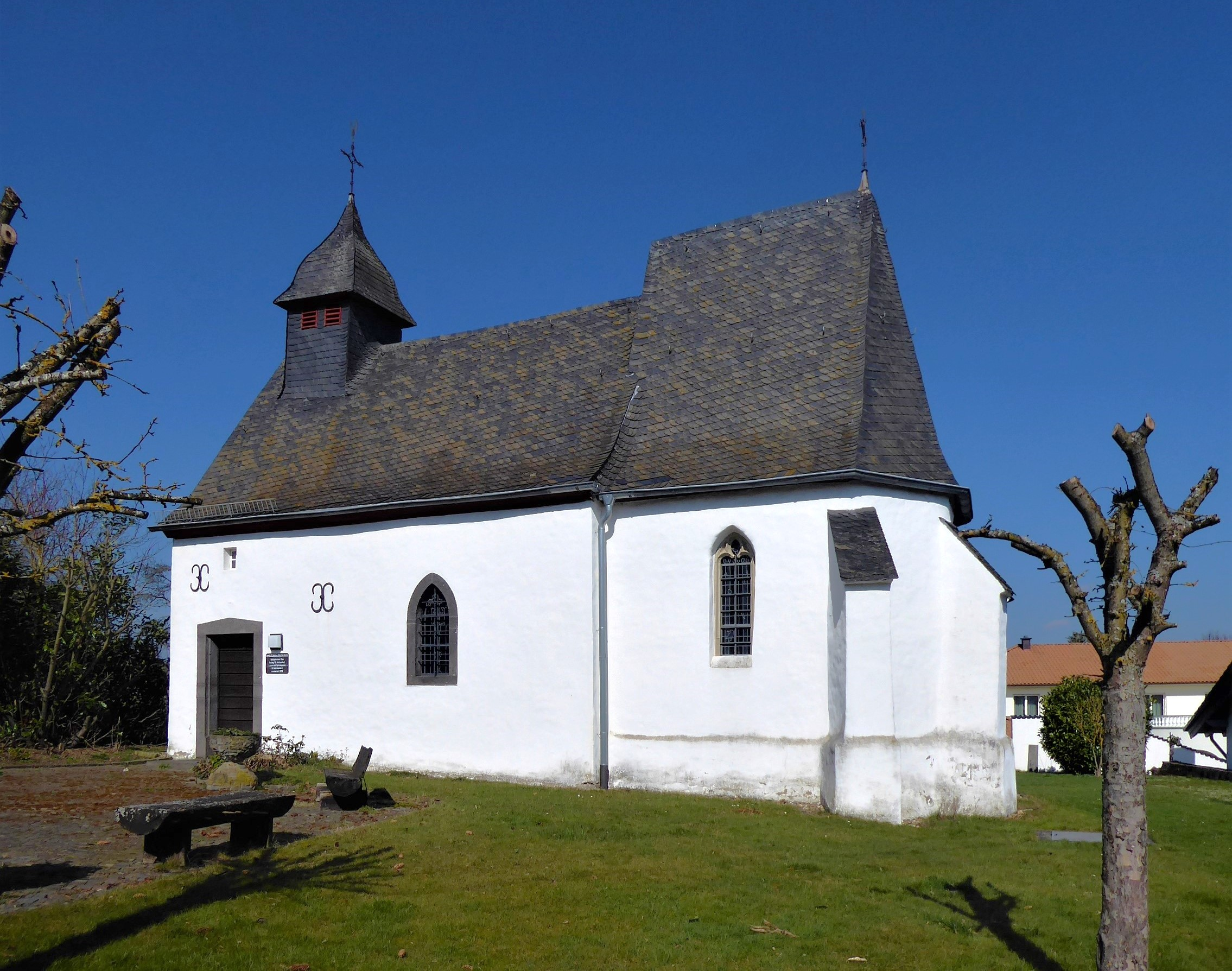
Die Kapelle St. Quirinus

St. Quirinus ist eine römisch-katholische Kapelle in Ohlerath, einem Stadtteil von Bad Münstereifel im Kreis Euskirchen in Nordrhein-Westfalen Die zu Ehren des heiligen Quirinus von Neuss geweihte Kapelle ist ein geschütztes Kulturdenkmal.

## Beschreibung
Ältester Teil der Kapelle ist der im 16. Jahrhundert entstandene rippengewölbte spätgotische Chorraum, das Gussjahr 1412 ihrer ältesten Glocke deutet aber auf eine ältere Geschichte hin. Ihr Schutzpatron war ursprünglich der heilige Hubertus von Lüttich. Im 18. Jahrhundert wurde die Kapelle deutlich erweitert und zwischen 1972 und 1976 umfassend restauriert. Im Rahmen dieser Restaurierung wurden auch die fünf Fenster der Kapelle, vier Spitzbogenfenster und ein rechteckiges Fenster, erneuert. Der Glasmaler Paul Weigmann gestaltete sie 1976 mit floralen Motiven sowie mit Vögeln und Fischen. Bei den Renovierungsarbeiten wurden im Chorgewölbe auch bedeutende Gemälde freigelegt und konserviert, die vermutlich aus dem 16. Jahrhundert stammen. Der Dachreiter beherbergt zwei Glocken, insbesondere die 79 kg schwere älteste Glocke der Mutscheid aus dem Jahr 1412, sowie noch eine 45 kg schwere Glocke aus dem Jahr 1933.

## Ausstattung
- Spätgotischer Blockaltar mit Aufsatz aus Holz (Mitte 17. Jahrhundert)
- im Aufsatz spätgotische Figur des heiligen Hubertus
- Altarblatt mit Bischofsweihe des heiligen Hubertus
- Anna Selbdritt, Holzskulptur Ende 15. Jahrhundert, Christusfigur verloren
- Standfiguren der Muttergottes, der heiligen Quirinus und Hubertus, zweite Hälfte des 17. Jahrhunderts